# Glipa fanjingana
Glipa fanjingana là một loài bọ cánh cứng trong họ Mordellidae. Loài này được Yang & Fan miêu tả khoa học năm 1988.